# Cattleya lundii
La Cattleya lundii es una especie de orquídea epifita o litofita  que pertenece al género de las Cattleya.  

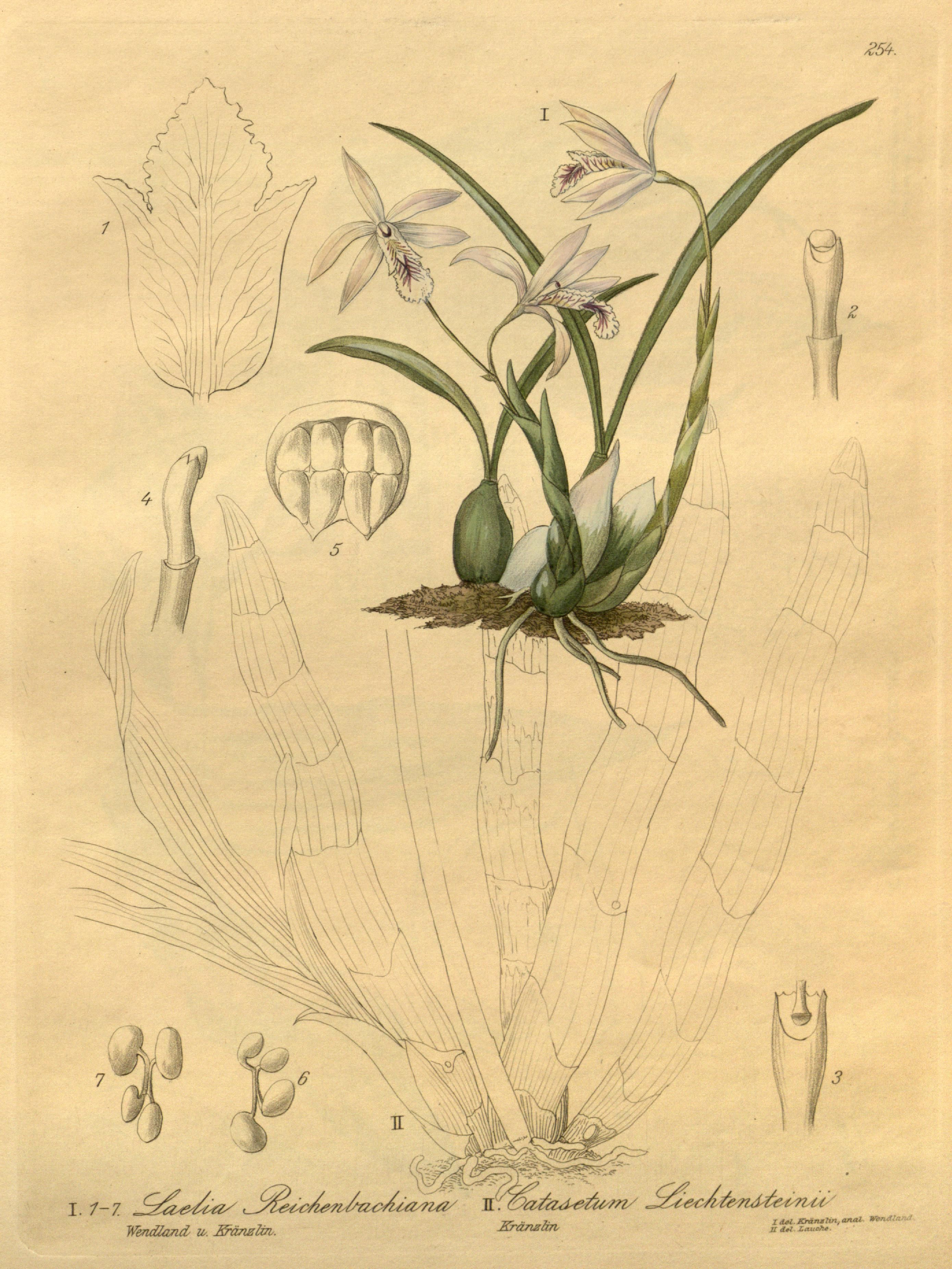
Ilustración

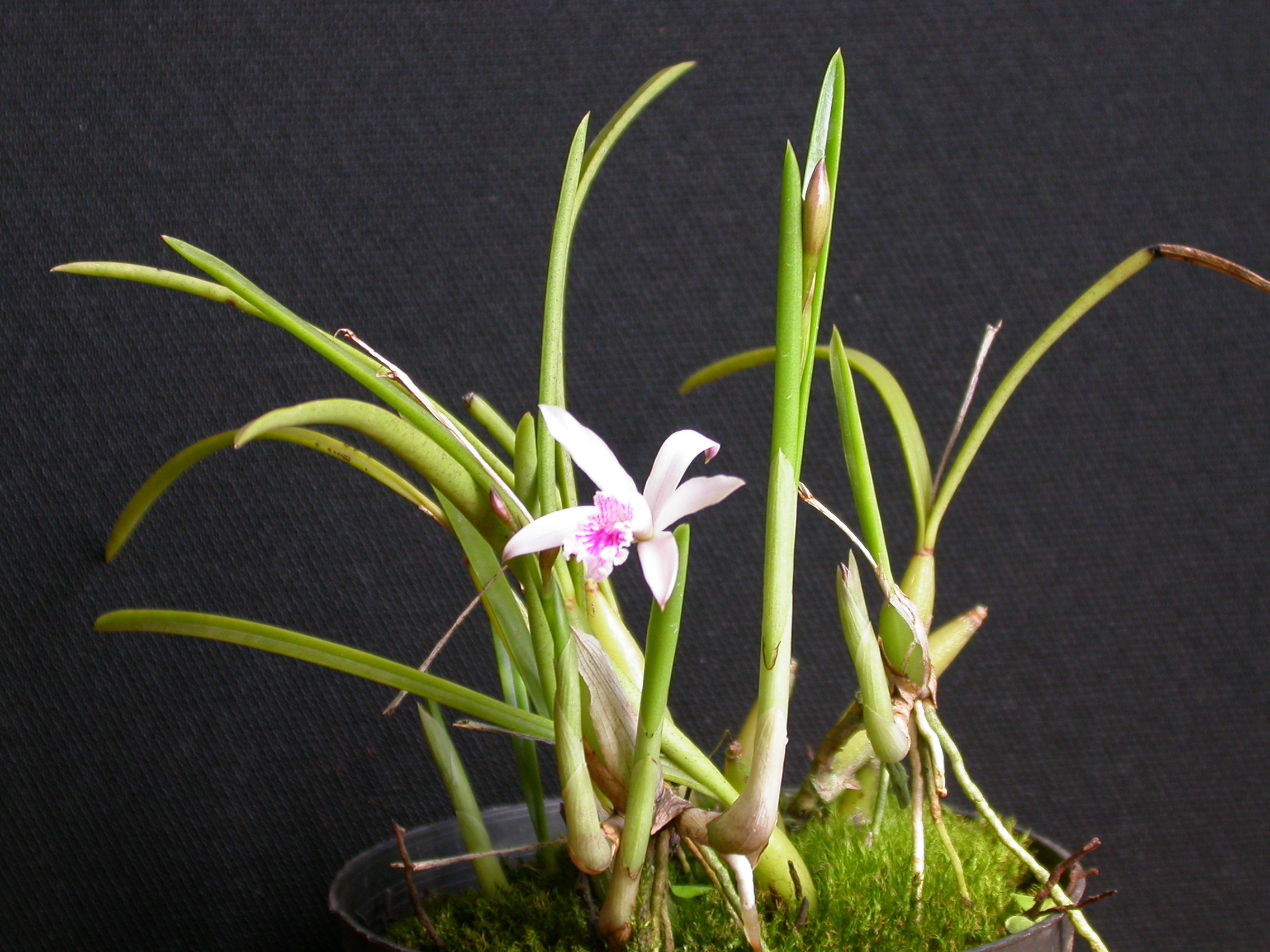
Vista de la planta

## Descripción
Es una orquídea de tamaño medio, con hábitos de epifita o litofita y con pseudobulbos cortos, robustos, oblongo-fusiformes, levemente comprimidos, que llevan 2 hojas, apicales, pequeñas, erguidas a extendidas, carnosas, semicilíndricas, lineales, muy agudas, ligeramente arqueadas y profundamente canalizadas. Florece en la itad del invierno y la primavera en una corta inflorescencia en forma de racimo ascendente que surge de un nuevo crecimiento con brácteas diminutas y 2 flores que aparecen entre las hojas.

## Distribución
Es originaria de Brasil, Bolivia y Argentina donde se encuentran a una altitud de 740 a 1000 metros entre la maleza en las montañas costeras o bosques tucumano-bolivianos.    

## Taxonomía
Cattleya lundii fue descrita por (Rchb.f. & Warm.) Van den Berg   y publicado en Neodiversity: A Journal of Neotropical Biodiversity 3: 9. 2008.
Etimología
Cattleya: nombre genérico otorgado en honor de William Cattley orquideólogo aficionado inglés,
lundii: epíteto otorgado en honor de Lund (coleccionista holandés de orquídeas de los años 1800).
Sinonimia
- Bletia lundii Rchb.f. & Warm.	basónimo
- Cattleya lundii f. alba (L.C.Menezes) Van den Berg
- Laelia lundii (Rchb.f. & Warm.) Rchb.f. & Warm.
- Laelia lundii var. alba L.C.Menezes
- Laelia lundii f. alba (L.C.Menezes) M.Wolff & O.Gruss
- Laelia regnellii Barb.Rodr.
- Laelia reichenbachiana H.Wendl. & Kraenzl.
- Microlaelia lundii (Rchb.f. & Warm.) Chiron & V.P.Castro
- Microlaelia lundii f. alba (L.C.Menezes) F.Barros & J.A.N.Bat.
- Sophronitis lundii (Rchb.f. & Warm.) Van den Berg & M.W.Chase
- Sophronitis lundii f. alba (L.C.Menezes) Van den Berg & M.W.Chase[5][6]